# Tào Tính
Tào Tính (chữ Hán: 曹性; bính âm: Cao Xing) (? - 199?) là một viên bộ tướng dưới trướng của lãnh chúa Lã Bố vào cuối thời nhà Đông Hán trong lịch sử Trung Quốc.

## Tiểu sử
Tào Tính sinh ra tại Hà Nam trong thời kỳ chiến loạn, ban đầu ông là thủ hạ của Hách Manh, một lãnh chúa nhỏ ở địa phương. Khi Lã Bố đem quân đến địa bàn Hách Manh hoạt động để đánh dẹp, cả Hách Manh và Tào Tính đều đầu hàng và trở thành thuộc hạ nghe lệnh của Lã Bố. 
Vào năm 196, ở Từ Châu, Hách Manh nghe Viên Thuật xúi bẩy đã tạo phản, Tào Tính được điều đến để đánh nhau với Lã Bố và Cao Thuận. Do mâu thuẫn nội bộ, Tào Tính phản lại Hách Manh, hai bên đánh nhau cùng bị thương. Lã Bố sai Cao Thuận mang quân ra dẹp, giết chết Hách Manh rồi cho Tào Tính lĩnh quân của Manh.

## Trong văn hóa
Trong tác phẩm Tam Quốc diễn nghĩa của La Quán Trung, Tào Tính xuất hiện lần đầu trong số tám kiện tướng đứng hộ tống Lã Bố tại Bộc Dương. Ông cũng đóng vai trò quan trọng trong trận Hạ Phì. 
Cuối năm 198, Khi Tào Tháo kéo quân đến đánh Lã Bố ở Hạ Phì, Lã Bố phái Cao Thuận ra trận, khi hai quân giao tranh với nhau trước của thành, Hạ Hầu Đôn và Cao Thuận đã có một cuộc giao phong kéo dài 50 hiệp đấu trước khi Cao Thuận rút lui. Hạ Hầu Đôn cũng đuổi theo. Trong khi đó Tào Tính được bố trí phục kích trong bụi rậm và thình lình dương cung tên bắn vào Hạ Hầu Đôn, mũi tên chính xác trúng ngay mắt trái của Hạ Hầu Đôn. Hạ Hầu Đôn khỏe quá nên rút tên ra khi đang gắm con mắt trái của ông này và nói to: "Tim cha huyết mẹ làm sao có thể bỏ được", rồi nuốt luôn con mắt vào bụng. Sau đó thúc ngựa xông đến Tào Tính, Tào Tính vì quá bất ngờ trước sự việc như vậy nên đã bị đâm chết. Đâm Tính xong thì Đôn cũng bất tỉnh.
Trong bộ truyện tranh Hỏa Phụng Liêu Nguyên của tác giả Trần Mưu. Tào Tính được mô tả là một cao thủ về thuật bắn tên, trong quân Lã Bố ông giữ chức lĩnh tiễn (tướng chỉ huy cung nỏ). Tào Tính là sư phụ về cung tiễn của Điêu Thuyền. Cái chết của Tào tính diễn ra như trong Tam quốc diễn nghĩa, ông bị Hạ Hầu Đôn giết khi đang chỉ huy quân cung tiễn của Lã Bố chống lại quân Tào.